# Melasina meliochra
Melasina meliochra är en fjärilsart som beskrevs av Edward Meyrick 1915. Melasina meliochra ingår i släktet Melasina och familjen säckspinnare. Inga underarter finns listade i Catalogue of Life.